# Chacal (revista em quadrinhos)
Chacal foi uma revista em quadrinhos publicada inicialmente pela Editora Vecchi e depois publicada pelas editoras Nova Sampa e BLC.

## Editora Vecchi
A revista foi lançada pela Editora Vecchi em julho de 1980, com o formato 13,5 cm x 17,5 cm e começou publicando histórias do faroeste italiano Judas, que foi chamado de Chacal na edição brasileira, criado pelos irmãos  Ennio e Vladimiro Missaglia e Ivo Pavone para Sergio Bonelli Editore, a revista foi um sucesso, contudo, o personagem teve apenas dezesseis edições na Itália, com isso, em 1981, a editora resolveu lançar um novo personagem chamado de Chacal, Tony Carson, criado por Antônio Ribeiro sob orientação do editor Ota, Tony Carson era um pseudônimo que o próprio Ribeiro usava em livro de bolso de faroeste da Editora Monterrey, as histórias foram desenhadas por Antonino Homobono e Jordi Martinez, a revista teve 28 edições, sendo cancelada em 1982. No final da década de 1980, Judas foi republicado com seu nome e formato original pela Editora Record.

## Nova Sampa
A Nova Sampa publicou apenas duas edições da série Chacal - Tony Carson, onde foi publicada a história Caçada Humana, publicada originalmente em Chacal #18, o ano de publicação não foi identificado.

## BLC
Em 1993, a BLC Edições republicou cinco histórias da série Chacal - Tony Carson com o título O Chacal.

## Álbum de luxo
Em novembro de 2020, o jornalista Francisco Ucha lançou uma campanha de financiamento coletivo no Catarse para publicação de um álbum de luxo contendo uma história desenhada por Homobono e outra por Jordi, além de um depoimento de Ota sobre a criação do personagem.